# Česká Kubice
Česká Kubice är en ort i Tjeckien.   Den ligger i regionen Plzeň, i den västra delen av landet, 140 km sydväst om huvudstaden Prag. Česká Kubice ligger 552 meter över havet och antalet invånare är 596.
Terrängen runt Česká Kubice är platt österut, men västerut är den kuperad. Terrängen runt Česká Kubice sluttar österut.Runt Česká Kubice är det ganska glesbefolkat, med 47 invånare per kvadratkilometer. Närmaste större samhälle är Domažlice, 9,4 km nordost om Česká Kubice. I omgivningarna runt Česká Kubice växer i huvudsak blandskog.